# 足立直久
足立 直久（あだち なおひさ、1970年9月18日 - ）は、日本の男性実業家。元俳優でもある。
兵庫県出身。俳優、モデルの聡太郎は実弟に当たる。

## 略歴
17歳から24歳までテネシー州ヴァンタービルド大学にてミュージックビジネスを専攻。父親がアメリカで代表的なギターコレクターということもあり、芸能界との接点をもつ。帰国後、第3回パルコキャンディーボーイコンテストにてグランプリを受賞し、安達 直人（あだち なおと）の名義で俳優活動を開始。
1996年から1997年まで放送された、特撮番組「メタルヒーローシリーズ」『ビーファイターカブト』の橘健吾/BFクワガー役でレギュラー出演。その後、ECC、森永ハイチュウ、ローソンなどのCMにも多数出演。
その後、裏方のほうに興味をもち、シャイニングプロダクションの設立や、スティーブン・セガールなどハリウッド俳優のプロモートを手がけた。2007年5月末まで野田義治が社長を務めたソリッドサンズエンタテインメントの代表取締役副社長を務めていた。

## 出演

### テレビドラマ
- ビーファイターカブト（1996年、テレビ朝日） - 橘健吾 / BFクワガー 役
- 恋、した。 第9話（1997年、テレビ東京）

### 映画
- らせん（1998年1月31日公開、東宝） - 舟越 役
- イントゥ・ザ・サン（2005年11月26日公開、ソニー・ピクチャーズ） - 広報官 役